# University Peak (Sierra Nevada)
University Peak je hora v jihovýchodní části pohoří Sierra Nevada, ve Fresno County a Inyo County, v Kalifornii. Leží v nejvyšší části pohoří, východně od údolí Onion Valley a jižně od průsmyku Kearsarge Pass, na jihovýchodní hranici Národního parku Kings Canyon. University Peak se nachází 11 kilometrů severozápadně od druhé nejvyšší hory Sierry Nevady Mount Williamson a 20 kilometrů severozápadně od nejvyššího vrcholu pohoří Mount Whitney.
S nadmořskou výškou 4 144 metrů náleží mezi padesátku nejvyšších hor Kalifornie.
Hora je od roku 1896 pojmenovaná podle Kalifornské univerzity.